# Nuestra Familia
Nuestra Familia (en français « Notre famille ») est une organisation criminelle mexico-américaine et un gang de prison originaire de la Californie du Nord (norteños). Leurs principaux rivaux sont les membres de la Mafia mexicaine et de la Fraternité aryenne.

## Histoire
La Nuestra Familia a vu le jour en 1968 dans le Correctional Training Facility (en) de Soledad en Californie,.

## Symboles
Les membres de la Nuestra Familia sont connus pour porter des bandanas rouges. Un autre de leurs symboles est le nombre 14, qui correspond à la place de la lettre N dans l'alphabet anglais. Ils utilisent aussi l'image d'un sombrero avec une dague.